# Божин Теофилов
Божин Теофилов, наречен Косоврашки, е български революционер, дебърски районен войвода на Вътрешната македоно-одринска революционна организация, станал по-късно ренегат.

## Биография
Божин Теофилов е роден в реканското село Горно Косоврасти, тогава в Османската империя. Присъединява се към ВМОРО и участва в Илинденско-Преображенското въстание. След потушаването му е четник при Георги Сугарев, а по-късно е самостоятелен войвода в Дебърско и Реканско.
След Младотурската революция в 1908 година минава на сръбска страна и на 1 май 1909 година с помощта на местните сърбомани Павле Ажиевски и лекаря убива галичкия свещеник Амвросий Попмилетиев. Заловен е на 24 юни от Йоан Гарски и селската милиция в Гари и обесен от турските власти в Дебър на 1 септември 1910 година.